# Camigliano
Camigliano è un comune italiano di 1 970 abitanti della provincia di Caserta in Campania.

## Geografia fisica
Il territorio ha un'altitudine di 80 m s.l.m. ed è posto in una vallata circondata da colline dominate a nord dal Monte Maggiore (altitudine 532 m s.l.m.).
Il nucleo abitato è costituito quasi esclusivamente da abitazioni a due piani fiancheggiate da piccoli orti. La campagna circostante è coltivata con peschi, ulivi, e vigne.

## Storia

### Simboli
Lo stemma del comune di Camigliano è stato riconosciuto con decreto del capo del governo del 3 maggio 1940.
Il gonfalone è un drappo di azzurro.

## Monumenti e luoghi d'interesse
Il paese è di origine antica e appartenne in feudo ai Fieramosca. 
Nelle vicinanze si apre la grotta di S. Michele, ricca di stalattiti e stalagmiti. È ubicata a 120 metri di quota e ha una lunghezza di m 44. Adibita al culto fin dal Medioevo, conserva affreschi della fine del sec. XV o inizi del XVI (Madonna con Bambino tra san Michele e altro santo) attribuiti ad Antonio Solario, detto lo Zingaro. 
Nella frazione di Leporano, borgo medioevale di un centinaio di abitanti, si trova il santuario di Leporano, dedicato alla Madonna. La festa patronale ricorre la seconda domenica del mese di ottobre.

## Società

### Evoluzione demografica
Abitanti censiti

### Etnie e minoranze straniere
Secondo i dati ISTAT al 1º gennaio 2022 la popolazione straniera residente era di 70 persone e rappresentava il 3.5% della popolazione residente nel territorio del comune. Le nazionalità maggiormente rappresentate in base alla loro percentuale sul totale della popolazione residente erano:
- Albania 26
- Romania 23
- Ucraina 5
- Marocco 4
- Pakistan 4

## Amministrazione
| Periodo          | Periodo          | Primo cittadino        | Partito              | Carica  | Note  |
| ---------------- | ---------------- | ---------------------- | -------------------- | ------- | ----- |
| 21 novembre 1993 | 16 novembre 1997 | Renato Pellegrino      | Lista civica         | Sindaco | [ 7 ] |
| 16 novembre 1997 | 27 maggio 2002   | Renato Pellegrino      | Lista civica         | Sindaco | [ 7 ] |
| 27 maggio 2002   | 28 luglio 2006   | Giuseppe Di Bernardo   | Lista civica         | Sindaco | [ 7 ] |
| 28 maggio 2007   | 3 agosto 2010    | Vincenzo Cenname       | Lista civica         | Sindaco | [ 7 ] |
| 16 maggio 2011   | 5 giugno 2016    | Vincenzo Cenname       | Uniti per Camigliano | Sindaco | [ 7 ] |
| 5 giugno 2016    | 4 ottobre 2021   | Giovanni Borzacchiello | Uniti per Camigliano | Sindaco | [ 7 ] |
| 4 ottobre 2021   | in carica        | Antonio Veltre         | Lista civica         | Sindaco |       |